# Cañoncito (contea di Rio Arriba)
Cañoncito è una comunità non incorporata degli Stati Uniti d'America della contea di Rio Arriba nello Stato del Nuovo Messico. Cañoncito si trova sull'Embudo Creek, 3,4 miglia (5,5 km) ad est-sud-est di Dixon.